# Neyveli
Neyveli es una ciudad y municipio situada en el distrito de Cuddalore en el estado de Tamil Nadu (India). Su población es de 105731 habitantes (2011) y el área metropolitana cuenta con 179150 habitantes. Se encuentra a 43 km de Cuddalore y 218 km de Chennai.

## Demografía
Según el censo de 2011 la población de Neyveli era de 105731 habitantes, de los cuales 53409 eran hombres y 52322 eran mujeres. Neyveli tiene una tasa media de alfabetización del 90,42%, inferior a la media estatal del 80,09%: la alfabetización masculina es del 95,23%, y la alfabetización femenina del 85,54%.